# Jamais la paix
Albums de Mademoiselle K
Ça me vexe
(2006) Live 2009
(2009)
Jamais la paix est le deuxième album de Mademoiselle K, sorti le 26 mai 2008.

## Titres
1. Le Vent la fureur  3:13
2. A.S.D.  3:26
3. Jamais la paix  3:16
4. Maman XY  4:12
5. Grave  3:03
6. Pas des carrés  4:50
7. En smoking  3:25
8. Click Clock  4:19
9. Tea Time  2:30
10. Alors je dessine  3:54
11. Enjoliveur  4:37
12. Espace  4:22
13. Jamais la paix (version piano)[1]  [piste cachée]   1:33

## DVD (édition limitée)
Il s'agit des coulisses de l'enregistrement de l'album, dont des extraits ont été postés sur le site officiel :
1. On enchaîne  19:07
2. On s'acharne  26:36
3. On s'en fout  13:44